# Singyahi Maidan
Singyahi Maidan (newarski सिंयही मैदान) – gaun wikas samiti w środkowej części Nepalu w strefie Dźanakpur w dystrykcie Dhanusa. Według nepalskiego spisu powszechnego z 2011 roku liczył on 1586 gospodarstw domowych i 9300 mieszkańców (4722 kobiety i 4578 mężczyzn).